# کوجااوز (چوپان‌لار)
کوجااوز (به ترکی استانبولی: Kocaöz) یک منطقهٔ مسکونی در ترکیه است که در چوپانلار واقع شده‌است.